# Mundite
La mundite est un minéral de phosphate d'uranyle de formule chimique : Al(UO2)3(PO4)2(OH)3·5(H2O). Il contient de l'aluminium et a une teinte jaune. Il apparaît généralement sur des grès ou des calcaires. Sa teneur en uranium de 61,13 %, la rend nettement radioactive.
Son nom honore la mémoire de Walter Mund (1892-1956), radiochimiste à l'Université de Louvain. 
Décrite en 1981 à partir de son matériau type provenant de la pegmatite de Kobokobo, dans le Sud-Kivu au Zaïre (actuellement République démocratique du Congo), elle est validée depuis 2021 par l'IMA et dotée du symbole Mud. Un autre gisement a été signalé à Zolotaya Gora Au dans le massif d'ophiolite de Karabach, Oblast de Tcheliabinsk en Russie.
Se formant dans la zone oxydée de pegmatite granitique complexe, elle y est associée à l'upalite, la ranunculite, phuralumite, threadgoldite, et l'eylettersite.